# Seznam uměleckých realizací ve veřejném prostoru v Hrdlořezích (Praha)
Seznam uměleckých realizací v Hrdlořezích v Praze 9 obsahuje tvorbu výtvarných umělců umístěnou ve veřejném prostoru v katastrálním území Hrdlořezy. Seznam je řazen podle ulic a nemusí být úplný.

## Seznam uměleckých realizací
| Název         | Fotografie                                                  | Lokace                                                     | Autor                  | Rok  | Popis                    | Poznámka      |
| ------------- | ----------------------------------------------------------- | ---------------------------------------------------------- | ---------------------- | ---- | ------------------------ | ------------- |
| Dívky v dešti | Kategorie „Dívky v dešti (Ivan Racek)“ na Wikimedia Commons | Českobrodská 362/32a 50°5′33,54″ s. š., 14°30′58,06″ v. d. | Ivan Racek (1924–2003) | 1977 | socha, fontána, pískovec | střední škola |